# سیارک ۱۱۷۳۸۱
سیارک ۱۱۷۳۸۱ (به انگلیسی: 117381 Lindaweiland، نامگذاری:2004YU) صد و هفده هزار و سیصد و هشتاد و یکمین سیارک کشف شده‌است که در ۱۸ دسامبر ۲۰۰۴ کشف شد.